# Zug, Västsahara
Zug (arabiska: زوك, franska: Zoug) är en ort i Västsahara. Den ligger inom det område som kontrolleras av Västsahariska republiken, Sahariska arabiska demokratiska republiken (SADR).
I SADR:s administrativa indelning är Zug huvudort i en kommun med samma namn.